# Aran e Bid Gol
Aran e Bidgol (persiano آران و بیدگل) è una città della Provincia di Esfahan, in Iran, capoluogo dell'omonimo shahrestān.
È una delle antiche città desertiche della regione ed era anticamente composta da due città separate: Aran e Bid Gol. È vicina alla più popolosa e nota Kashan.